# Chrysoctenis transiens
Chrysoctenis transiens là một loài bướm đêm trong họ Geometridae.